# Chlorophytina
Chlorophytina é um táxon geralmente considerado ao nível taxonómico de subfilo, que agrupa algas verdes clorófitas. O agrupamento é também frequentemente desigando por clorófitas nucleares ou clado UTC (este último nome deriva das iniciais das famílias Ulvophyceae, Trebouxiophyceae e Chlorophyceae, as quais foram consideradas de particular interesse e são as clorófitas mais amplamente estudadas).

## Descrição
Este grupo caracteriza-se pelo desenvolvimento de formas pluricelulares em muitos casos, mas especialmente pela presença de ficoplastos, os quais são microtúbulos observados durante a citocinese destas algas.

## Filogenia
As relações filogenéticas não estão totalmente consensualizadas, mas o mais provável é a estrutura representada pelo seguinte cladograma:

|  | Trebouxiophyceae                                              |
|  |                                                               |
|  | \| \| Chlorophyceae \| \| \| \| \| \| Ulvophyceae \| \| \| \| |
|  |                                                               |
|  | Chlorophyceae                                                 |
|  |                                                               |
|  | Ulvophyceae                                                   |
|  |                                                               |

|  | Chlorophyceae |
|  |               |
|  | Ulvophyceae   |
|  |               |

|  | Trebouxiophyceae                                              |
|  |                                                               |
|  | \| \| Chlorophyceae \| \| \| \| \| \| Ulvophyceae \| \| \| \| |
|  |                                                               |
|  | Chlorophyceae                                                 |
|  |                                                               |
|  | Ulvophyceae                                                   |
|  |                                                               |

|  | Chlorophyceae |
|  |               |
|  | Ulvophyceae   |
|  |               |

|  | Trebouxiophyceae                                              |
|  |                                                               |
|  | \| \| Chlorophyceae \| \| \| \| \| \| Ulvophyceae \| \| \| \| |
|  |                                                               |
|  | Chlorophyceae                                                 |
|  |                                                               |
|  | Ulvophyceae                                                   |
|  |                                                               |

|  | Chlorophyceae |
|  |               |
|  | Ulvophyceae   |
|  |               |

|  | Trebouxiophyceae                                              |
|  |                                                               |
|  | \| \| Chlorophyceae \| \| \| \| \| \| Ulvophyceae \| \| \| \| |
|  |                                                               |
|  | Chlorophyceae                                                 |
|  |                                                               |
|  | Ulvophyceae                                                   |
|  |                                                               |

|  | Chlorophyceae |
|  |               |
|  | Ulvophyceae   |
|  |               |

Como as prasinófitas, a maioria das espécies são marinhas; apenas algumas espécies das famílias Trebouxiophyceae e Chlorophyceae ocorrem em água doce e no solo.